# Michael Young (basket-ball, 1994)
Pour les articles homonymes, voir Michael Young et Young.
Michael Young, né le 5 septembre 1994, à Duquesne, en Pennsylvanie, est un joueur américain de basket-ball. Il évolue au poste d'ailier fort.

## Palmarès
- Third-team All-ACC 2016, 2017